# 埃格辛
埃格辛（德語：Eggesin，發音：[ˈɛɡəziːn] ⓘ）是德国梅克伦堡-前波美拉尼亚州前波美拉尼亚-格赖夫斯瓦尔德县的城市，面积88.23平方千米，2023年12月31日人口为4,785人。